# جون سوليفان (لاعب كريكت)
جون سوليفان (5 فبراير 1945 في المملكة المتحدة - 22 فبراير 2006) (بالإنجليزية: John Sullivan)‏ هو لاعب كريكت بريطاني. لعب مع نادي مقاطعة لانكشر للكريكت ‏.

## وصلات خارجية
- جون سوليفان على موقع إي آس بي آن كريك إنفو (الإنجليزية)